# Schenectady
Schenectady (/skəˈnɛktədi/) är en stad i Schenectady County i den amerikanska delstaten New York. Befolkning uppgick enligt USA:s folkräkning 2020 till 67 047 invånare. Staden är belägen vid Mohawkfloden, en biflod till Hudsonfloden, cirka 12 kilometer nordväst om delstatshuvudstaden Albany. Schenectady är administrativ huvudort (county seat) i Schenectady County. Stadens yta är cirka 28,5 km² (varav 0,4 km² är vatten).
År 2010 hade staden 66 135 invånare och år 2000 hade staden 61 821 invånare, enligt folkräkningen.
Under 50 år, från 1950 till år 2000, förlorade staden nära en tredjedel av sin befolkning, då invånarantalet sjönk från 91 785	invånare år 1950 till 61 821 invånare år 2000. Efter år 2000 har befolkningen börjat öka igen. Som flest invånare hade staden omkring 1930 med cirka 95 692 invånare.		